# Forum Kirchenmusik
Das Forum Kirchenmusik (ehemals: Der Kirchenmusiker) ist eine deutsche Fachzeitschrift für evangelische Kirchenmusiker in Deutschland und gleichzeitig Zeitschrift des evangelischen Kirchenmusikerverbandes.
Das Forum Kirchenmusik erscheint seit seiner Gründung durch Adolf Strube im Jahre 1949 durchgehend zweimonatlich, wird vom Strube-Verlag (München) herausgegeben und gehört neben der katholischen Musica Sacra und Musik und Kirche zu den einzigen bundesweiten Fachzeitschriften in diesem Bereich.
Neben Komponistenportraits, Notenveröffentlichungen/Besprechungen, Vorstellung neuer Orgeln und musikwissenschaftlichen Aufsätzen enthält das Forum auch ein meist aktuelles Leitthema sowie Stellenanzeigen.